# Makare Desilets
Makare Wasa Mary Desilets, conosciuta anche semplicemente come Makare Wilson (Figi, 26 giugno 1976), è una pallavolista statunitense, di origine figiana.
Gioca nel ruolo di centrale nell'Impel.

## Carriera
La carriera di Makare Desilets inizia nel 1994, nella squadra della University of Washington. Nei quattro anni alla University of Washington, non riesce ad ottenere risultati di spicco, ma, nonostante questo, nel 1998 viene convocata nella nazionale statunitense, con cui vince la medaglia di bronzo ai Giochi panamericani del 1999.
Si dedica esclusivamente alla nazionale fino al 2000, quando viene ingaggiata dalla Pallavolo Reggio Emilia per la stagione 2000-01. Nel mese di marzo lascia il club, scoprendo di essere incinta e decide di ritirarsi dalle attività della nazionale. Si sposa col ginnasta Blaine Wilson, conosciuto a Colorado Springs nel 2000, nel periodo trascorso in nazionale; tuttavia perde sfortunatamente il bambino e poco dopo riprende l'attività nel campionato statunitense USPV, giocando per il Chicago Thunder, con cui giunge fino alla finale del campionato. Al termine del campionato interrompe nuovamente l'attività agonistica per una nuova gravidanza.
Nel 2003, dopo la nascita di sua figlia, riprende l'attività agonistica, dedicandosi al beach volley in coppia con Tyra Harper. Nel 2006, dopo aver divorziato dal marito, riprende anche l'attività di pallavolista, giocando per due stagioni in Turchia, nel Türk Telekom Gençlik ve Spor Kulübü. Nel 2008, viene ingagaggiata in Russia, dal Volejbol'nyj klub Samorodok, con cui ottiene l'accesso alla Challenge Cup della stagione successiva. Tuttavia, decide di tornare a giocare in Italia, nella Spes Conegliano, concludendo il campionato con una inattesa retrocessione.
Per la stagione 2010-11 viene ingaggiata dalla Robur Tiboni Urbino Volley, con la quale vince la Coppa CEV. Nella stagione successiva passa al GSO Villa Cortese.
Nell'annata 2012-13 viene ingaggiata dalla squadra polacca dell'Impel di Breslavia, rivestendo anche il ruolo di capitano.

## Palmarès

### Club
- Coppa CEV: 1

2010-11

### Nazionale (competizioni minori)
- Giochi panamericani 1999

### Premi individuali
- 2012 - Champions League: Miglior servizio